# Sony α350
Sony α350 (oznaczenie fabryczne DSLR-A350) – amatorska lustrzanka cyfrowa (ang. DSLR, Digital Single Lens Reflex Camera) z serii α3xx, produkowana przez japońską firmę Sony. Jej premiera miała miejsce w styczniu 2008, a zakończenie produkcji – w maju 2009. Jest ona jednym z dwóch modeli z serii α3xx. Posiada matrycę CCD o rozdzielczości 14.2 megapikseli.
Alfa 350 to jeden z 3 bliźniaczych modeli (α200, α300 i α350) przeznaczony dla początkujących amatorów fotografii. Od α300 różni go większa rozdzielczość matrycy, a od α200 uchylny ekran, wyższa rozdzielczość matrycy oraz tryb Live View. Jej następcami są Sony α330 i α390.

## Cechy modelu
- stabilizacja matrycy wbudowana w korpusie,
- uchylny wyświetlacz wysokiej jakości,
- tryb Live View z szybkim autofokusem,
- wydajny akumulator,
- nisko osadzona wbudowana lampa błyskowa,
- brak podglądu głębi ostrości,
- duże szumy przy wysokich wartościach ISO[1][2].